# St Albans City Football Club
Il St Albans City Football Club è una squadra di calcio inglese che gioca a St Albans, Hertfordshire. Milita in Conference South, sesto livello della piramide calcistica inglese.

## Storia
Nel definire le linee guida della storia del St Albans occorre tenere distinto un primo periodo, che va dal 1881 al 1904, da quello che parte del 1908 ed arriva ai giorni nostri. Riguardo ai primissimi passi mossi dal club, è rimarchevole il fatto che sin dall'inizio fu utilizzato il terreno di Clarence Park, sia pure unitamente ad altre tre sedi, collocate all'interno della fortezza, di origine romana. Quando questo primo club cessò di fatto di esistere, nel 1904, passarono quattro anni perché una nuova squadra potesse iscriversi alle Herts County League e Spartan League e, successivamente, all'Athenian League, vinta due volte in tre stagioni, la quale consentì al St Albans City di approdare alla Isthmian League, dove si stabilì per un periodo lunghissimo. Nel 1973, in seguito alla creazione di una divisione supplementare, i Corinthians Casuals e lo stesso St Albans City furono retrocessi. Un'ulteriore retrocessione seguì dodici anni più tardi, ma grazie alla guida in panchina dell'ex giocatore John Mitchell, nell'arco di tre stagioni il gap accumulato fu rapidamente cancellato.
Nella stagione 1992-1993 si verificò un evento clamoroso, destinato a figurare negli annali della storia del club, dal momento che il St Albans City non ottenne la promozione in Conference per la presenza di una quercia secolare in una delle gradinate poste dietro le porte che non consentiva l'omologazione dello stadio. L'albero fu abbattuto cinque anni più tardi ma ormai la promozione era sfumata. Nella stagione 1998-1999, invece, il club raggiunge per la prima volta nella sua storia la semifinale di FA Trophy.
L'accesso alla Conference fu conquistato per la prima volta nel 2006 a seguito di un secondo posto in classifica ed alla vittoria dei play-off in Conference League South 2005-2006, ma la squadra non riuscì a evitare una repentina retrocessione l'anno seguente. In seguito il club è anche retrocesso in Southern Football League (settima divisione), categoria nella quale nella stagione 2013-2014 ha vinto i play-off, tornando così in National League South (sesta divisione).

## Allenatori
- Frank Soo (1950-1951)
- Frank Soo (1960)
- Jimmy Neighbour (1996-1998)
- Ian Allinson (2016-2022)

## Palmarès

### Competizioni nazionali
- Athenian League: 2

1920-1921, 1921-1922
- Isthmian League: 3

1923-1924, 1926-1927, 1927-1928
- Spartan League: 2

1909-1910, 1911-1912
- Isthmian League First Division: 1

1985-1986

#### Competizioni regionali
- London Senior Cup: 1

1970-1971
- Herts Senior Cup: 14

1950–1951, 1954–1955, 1955–1956, 1956–1957, 1965–1966, 1967–1968, 1968–1969, 1999–2000, 2004–2005
- London Challenge Cup: 1

1994-1995

### Altri piazzamenti
- Isthmian League:

Secondo posto: 1954-1955, 1992-1993
Terzo posto: 1924-1925, 1970-1971
- London Senior Cup:

Finalista: 1969-1970

## Record e Statistiche

### Segnature
| Record                                        | Data       | Competizione             | In Casa od in Trasferta | Avversario           | Risultato |
| --------------------------------------------- | ---------- | ------------------------ | ----------------------- | -------------------- | --------- |
| Vittoria più larga                            | 19.10.1912 | Spartan League           | Casa                    | Aylesbury United     | 14–0      |
| Peggior Sconfitta                             | 09.11.1946 | Isthmian League          | Casa                    | Wimbledon            | 0–11      |
| Maggior numero di reti segnate in una partita | 22.11.1922 | FA Cup / 4th QF (replay) | Trasferta               | Dulwich Hamlet       | 7–8       |
| Vittoria più larga in casa                    | 19.10.1912 | Spartan League           | Casa                    | Aylesbury United     | 14–0      |
| Peggior Sconfitta in casa                     | 09.11.1946 | Isthmian League          | Casa                    | Wimbledon            | 0–11      |
| Vittoria più larga in trasferta               | 17.04.1920 | Spartan League           | Trasferta               | Tufnell Spartans     | 11–1      |
| Peggior Sconfitta in trasferta                | 04.11.2008 | Herts Charity Cup        | Trasferta               | Hemel Hempstead Town | 0–10      |

### Affluenze di pubblico
| Record                                        | Data       | Competizione              | In Casa od in Trasferta | Avversario         | Affluenza |
| --------------------------------------------- | ---------- | ------------------------- | ----------------------- | ------------------ | --------- |
| Maggior affluenza ad un incontro casalingo    | 27.02.1926 | Amateur Cup / 4th Rd      | Casa                    | Ferryhill Athletic | 9757      |
| Maggior affluenza ad un incontro in trasferta | 25.02.1950 | Amateur Cup / 4th Rd      | Trasferta               | Wycombe Wanderers  | 14926     |
| Minor affluenza ad un match casalingo         | 01.11.1999 | Herts Senior Cup / 2nd Rd | Casa                    | Hoddesdon Town     | 41        |
| Minor affluenza ad un incontro in trasferta   | 04.11.1997 | League Cup / 2nd Rd       | Trasferta               | Clapton            | 84        |